# 1998 FIFAワールドカップ・グループG
1998 FIFAワールドカップ グループGは、ルーマニア・イングランド・コロンビア・チュニジアの4チームが組んだ。6月15日から6月26日まで6試合行い、ルーマニア・イングランドが決勝トーナメントへ進出した。

## 試合結果
| 順 | チーム       | 試 | 勝 | 分 | 敗 | 得 | 失 | 差 | 点 | 出場権                   |
| -- | ------------ | -- | -- | -- | -- | -- | -- | -- | -- | ------------------------ |
| 1  | ルーマニア   | 3  | 2  | 1  | 0  | 4  | 2  | +2 | 7  | ノックアウトステージ進出 |
| 2  | イングランド | 3  | 2  | 0  | 1  | 5  | 2  | +3 | 6  | ノックアウトステージ進出 |
| 3  | コロンビア   | 3  | 1  | 0  | 2  | 1  | 3  | −2 | 3  |                          |
| 4  | チュニジア   | 3  | 0  | 1  | 2  | 1  | 4  | −3 | 1  |                          |

| 1998年6月15日 14:30 |

| イングランド                    | 2 - 0    | チュニジア |
| シアラー 43分 · スコールズ 89分 | レポート |            |

| スタッド・ヴェロドローム（マルセイユ） 観客数: 54,587人 主審: 岡田正義 |

| 1998年6月15日 17:30 |

| ルーマニア  | 1 - 0    | コロンビア |
| イリエ 45分 | レポート |            |

| スタッド・ジェルラン（リヨン） 観客数: 37,572人 主審: リム・キー・チョン |

| 1998年6月22日 17:30 |

| コロンビア        | 1 - 0    | チュニジア |
| プレシアード 83分 | レポート |            |

| スタッド・ドゥ・ラ・モッソン（モンペリエ） 観客数: 29,800人 主審: ベルント・ハイネマン |

| 1998年6月22日 21:00 |

| ルーマニア                          | 2 - 1    | イングランド    |
| モルドヴァン 47分 · ペトレスク 90分 | レポート | オーウェン 79分 |

| スタッド・トゥールーズ（トゥールーズ） 観客数: 33,500人 主審: マルク・バッタ |

| 1998年6月26日 21:00 |

| コロンビア | 0 - 2    | イングランド                      |
|            | レポート | アンダートン 20分 · ベッカム 29分 |

| スタッド・フェリックス・ボラール（ランス） 観客数: 38,100人 主審: アルトゥーロ・ブリシオ・カルテル |

| 1998年6月26日 21:00 |

| ルーマニア        | 1 - 1    | チュニジア         |
| モルドヴァン 72分 | レポート | スアヤー 10分 (PK) |

| スタッド・ド・フランス（サン＝ドニ） 観客数: 77,000人 主審: エドワード・レニー |